# Хунза (держава)
Ху́нза (Hunza) — держава північних муїсків цивілізації чибча-муїсків на території сучасної Колумбії.

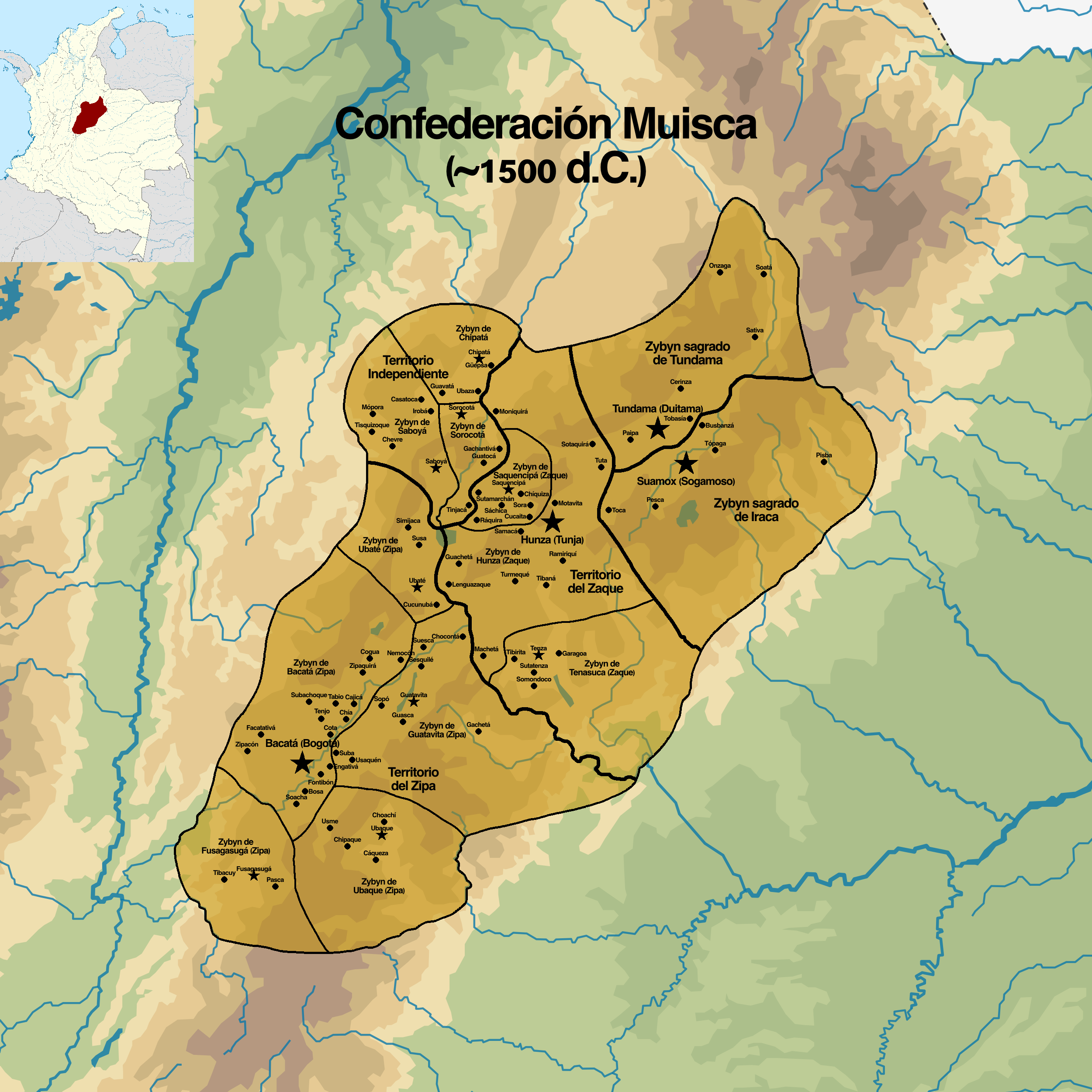
Конфедерація муїсків станом на XV ст. (Хунза позначена жовтим)

Назва держави й однойменної з нею столиці пов'язувались муїсками з іменем його першого міфілогічного правителя саке.
На кінець XV ст. під владою правителя Кемуїнчаточа знаходились племена:
- тута,
- мотафіт,
- рамірікі,
- турмеке,
- тібана,
- тенса,
- гарагоа,
- сомондоко,
- сора.

Держава розпалася в ході іспанської колонізації Південної Америки на початку XVI ст.
Нині на місці столиці даної держави знаходиться місто Тунха.